# Pterothysanus laticilia
Pterothysanus laticilia är en fjärilsart som beskrevs av Walker 1854. Pterothysanus laticilia ingår i släktet Pterothysanus och familjen Callidulidae. Inga underarter finns listade i Catalogue of Life.